# Noruega nos Jogos Olímpicos de Inverno de 2022
Noruega participou dos Jogos Olímpicos de Inverno de 2022, realizados em Pequim, na China.
Foi a 24.ª aparição do país em Olimpíadas de Inverno, ou seja, em todas as edições dos Jogos de Inverno. Foi representado por 84 atletas, sendo 54 homens e 30 mulheres.

## Competidores
Estas foram as participações por modalidade nesta edição:
| Esporte                 | Masculino | Feminino | Total |
| ----------------------- | --------- | -------- | ----- |
| Biatlo                  | 6         | 6        | 12    |
| Combinado nórdico       | 5         | —        | 5     |
| Curling                 | 5         | 1        | 6     |
| Esqui alpino            | 10        | 4        | 14    |
| Esqui cross-country     | 8         | 8        | 16    |
| Esqui estilo livre      | 4         | 2        | 6     |
| Patinação de velocidade | 7         | 5        | 12    |
| Salto de esqui          | 6         | 3        | 9     |
| Snowboard               | 3         | 1        | 4     |
| Total                   | 54        | 30       | 84    |

## Medalhas
Estes foram os medalhistas desta edição:
| Atleta | Esporte                 | Evento                            | Medalha |
| --- | ----------------------- | --------------------------------- | ------- |
| Therese Johaug | Esqui cross-country     | 15 km skiathlon feminino          | Ouro    |
| Marte Olsbu Røiseland Tiril Eckhoff Tarjei Bø Johannes Thingnes Bø                                                       | Biatlo                  | Revezamento misto                 | Ouro    |
| Johannes Høsflot Klæbo                                                                                                   | Esqui cross-country     | Velocidade individual masculino   | Ouro    |
| Birk Ruud | Esqui estilo livre      | Big air masculino                 | Ouro    |
| Therese Johaug | Esqui cross-country     | 10 km clássico feminino           | Ouro    |
| Marte Olsbu Røiseland | Biatlo                  | Velocidade feminino               | Ouro    |
| Johannes Thingnes Bø | Biatlo                  | Velocidade masculino              | Ouro    |
| Marius Lindvik | Salto de esqui          | Pista longa individual masculino  | Ouro    |
| Marte Olsbu Røiseland | Biatlo                  | Perseguição feminino              | Ouro    |
| Sturla Holm Lægreid Tarjei Bø Johannes Thingnes Bø Vetle Sjåstad Christiansen                                            | Biatlo                  | Revezamento masculino             | Ouro    |
| Hallgeir Engebråten Peder Kongshaug Sverre Lunde Pedersen                                                                | Patinação de velocidade | Perseguição por equipes masculino | Ouro    |
| Jørgen Graabak | Combinado nórdico       | Individual pista longa            | Ouro    |
| Erik Valnes Johannes Høsflot Klæbo                                                                                       | Esqui cross-country     | Velocidade por equipes masculino  | Ouro    |
| Jørgen Graabak Jens Lurås Oftebro Espen Bjørnstad Espen Andersen                                                         | Combinado nórdico       | Equipes                           | Ouro    |
| Johannes Thingnes Bø | Biatlo                  | Largada coletiva masculina        | Ouro    |
| Therese Johaug | Esqui cross-country     | 30 km livre feminino              | Ouro    |
| Kristin Skaslien Magnus Nedregotten                                                                                      | Curling                 | Duplas mistas                     | Prata   |
| Jørgen Graabak | Combinado nórdico       | Individual pista normal           | Prata   |
| Aleksander Aamodt Kilde                                                                                                  | Esqui alpino            | Combinado masculino               | Prata   |
| Emil Iversen Pål Golberg Hans Christer Holund Johannes Høsflot Klæbo                                                     | Esqui cross-country     | Revezamento 4x10 km masculino     | Prata   |
| Tarjei Bø | Biatlo                  | Perseguição masculino             | Prata   |
| Mons Røisland | Snowboard               | Big air masculino                 | Prata   |
| Jens Lurås Oftebro | Combinado nórdico       | Individual pista longa            | Prata   |
| Tiril Eckhoff | Biatlo                  | Largada coletiva feminina         | Prata   |
| Hallgeir Engebråten | Patinação de velocidade | 5000 m masculino                  | Bronze  |
| Marte Olsbu Røiseland | Biatlo                  | Individual feminino               | Bronze  |
| Aleksander Aamodt Kilde                                                                                                  | Esqui alpino            | Super-G masculino                 | Bronze  |
| Johannes Thingnes Bø | Biatlo                  | Individual masculino              | Bronze  |
| Johannes Høsflot Klæbo                                                                                                   | Esqui cross-country     | 15 km clássico masculino          | Bronze  |
| Tarjei Bø | Biatlo                  | Velocidade masculino              | Bronze  |
| Tiril Eckhoff | Biatlo                  | Perseguição feminino              | Bronze  |
| Sebastian Foss-Solevåg                                                                                                   | Esqui alpino            | Slalom masculino                  | Bronze  |
| Marte Olsbu Røiseland | Biatlo                  | Largada coletiva feminina         | Bronze  |
| Håvard Holmefjord Lorentzen                                                                                              | Patinação de velocidade | 1000 m masculino                  | Bronze  |
| Vetle Sjåstad Christiansen                                                                                               | Biatlo                  | Largada coletiva masculina        | Bronze  |
| Simen Hegstad Krüger | Esqui cross-country     | 50 km livre masculino             | Bronze  |
| Mina Fürst Holtmann Thea Louise Stjernesund Maria Therese Tviberg Timon Haugan Fabian Wilkens Solheim Rasmus Windingstad | Esqui alpino            | Equipes mistas                    | Bronze  |

## Desempenho

### Biatlo
Masculino
Feminino

### Combinado nórdico
Masculino

### Curling
Masculino
Feminino

### Esqui alpino
Masculino
Feminino

### Esqui cross-country
Masculino
Feminino

### Esqui estilo livre
Masculino
Feminino

### Patinação de velocidade
Masculino
Feminino

### Salto de esqui
Masculino
Feminino

### Snowboard
Masculino
Feminino
Legenda
| Recorde mundial      | Recorde mundial (World record)               |                       | Recorde africano                      | Recorde africano (African) |                                           | Q | Classificado por posição (Qualified) |
| Recorde olímpico     | Recorde olímpico (Olympic record)            | Recorde da América    | Recorde da América (Americas)         | q                          | Classificado por melhor tempo (Qualified) |   |                                      |
| Melhor marca do ano  | Melhor marca do ano (World leading)          | Recorde asiático      | Recorde asiático (Asian)              | DNS                        | Não largou (Did not start)                |   |                                      |
| Recorde nacional     | Recorde nacional (National record)           | Recorde europeu       | Recorde europeu (European)            | DNF                        | Não terminou (Did not finish)             |   |                                      |
| Recorde pessoal      | Recorde pessoal do atleta (Personal best)    | Recorde da Oceania    | Recorde da Oceania (Oceania)          | DSQ / DQ                   | Desclassificado (Disqualified)            |   |                                      |
| Recorde da temporada | Recorde da temporada do atleta (Season best) | Recorde sul-americano | Recorde sul-americano (South America) | NM                         | Sem marca (No mark)                       |   |                                      |